# 讷维勒鲁瓦
讷维勒鲁瓦（法語：Neuvy-le-Roi，法語發音：[nøvi lə ʁwa] ⓘ）是法国安德尔-卢瓦尔省的一个市镇，位于该省北部，属于图尔区。

## 地理
讷维勒鲁瓦（47°36'13"N, 0°35'41"E）面积47.5 平方千米，位于法国中央-卢瓦尔河谷大区安德尔-卢瓦尔省，该省份为法国中西部省份，北起萨尔特省、东北接卢瓦-谢尔省，东南接安德尔省，南至维埃纳省，西临曼恩-卢瓦尔省。
与讷维勒鲁瓦接壤的市镇（或旧市镇、城区）包括：图赖讷地区比埃伊、代姆河畔舍米耶、代姆河畔埃佩涅、讷耶-蓬皮埃尔、圣帕泰尔恩拉康、博蒙-卢埃托。

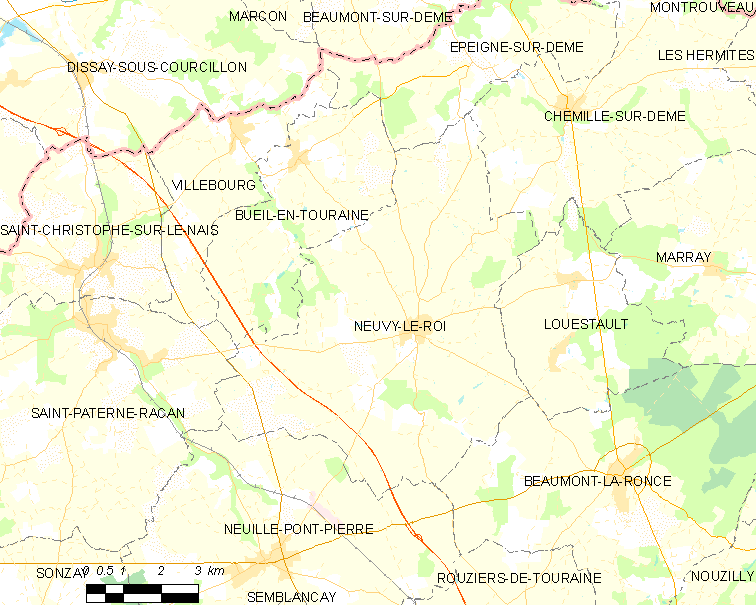
讷维勒鲁瓦的OSM定位图

讷维勒鲁瓦的时区为UTC+01:00、UTC+02:00（夏令时）。

## 行政
讷维勒鲁瓦的邮政编码为37370，INSEE市镇编码为37170。

## 政治
讷维勒鲁瓦所属的省级选区为雷诺堡县。

## 人口

1962-2008年间讷维勒鲁瓦人口变化图示

讷维勒鲁瓦于2022年1月1日时的人口数量为1061人。